# رجب‌لی، جلیل‌آباد
رجب‌لی (به لاتین: Rəcəbli) یک منطقه مسکونی در جمهوری آذربایجان است که در شهرستان جلیل‌آباد واقع شده است.